# Comuna Krîvorudka, Krasîliv
Krîvorudka (în ucraineană Криворудка) este o comună în raionul Krasîliv, regiunea Hmelnîțkîi, Ucraina, formată din satele Krîvorudka (reședința), Kucimanivka și Nova Krîvorudka.

## Demografie
Componența lingvistică a comunei Krîvorudka
     Ucraineană (99,1%)
     Alte limbi (0,9%)
Conform recensământului din 2001, majoritatea populației comunei Krîvorudka era vorbitoare de ucraineană (99,1%), existând în minoritate și vorbitori de alte limbi.